# Пак, Грейс
Грейс Пак (Пак Мингён) (англ. Grace Park, кор. 박민경?, 朴祉垠?, род. 14 марта 1974 года, Лос-Анджелес, Калифорния, США) — американо-канадская актриса корейского происхождения. Наиболее известна по ролям Шэрон Валери в сериале «Звёздный крейсер „Галактика“» 2004 года и офицера Коно Калакауа в сериале «Гавайи 5.0» 2010 года.

## Биография
Родители Грейс (имя которой по-корейски звучит как Мингён) эмигрировали из Южной Кореи в США, и первые 22 месяца её жизни прошли в Лос-Анджелесе. В 1976 году семья переехала в канадский Ванкувер, где вскоре у Грейс появилась сестра.
Грейс Пак окончила среднюю школу Magee Secondary School в 1992 году, имеет учёную степень в области психологии в Университете Британской Колумбии.
Несколько месяцев посещала университет Ёнсе в Сеуле.
Грейс начала свою карьеру в рекламе и модельном бизнесе, чтобы оплачивать учёбу в колледже. После окончания университета она планировала заняться архитектурой, но решила попробовать работу актрисы и почти сразу же получила заметную роль в канадском телесериале для подростков «Эджмонт», где снималась с 2001 по 2005 год.
Среди телевизионных работ Грейс Пак эпизодические роли во множестве сериалов, таких как «За гранью возможного», «Тёмный ангел», «Джейк 2.0», «Звёздные врата: SG-1» (эпизод «Тренировочный полигон»), а также одни из главных ролей в сериалах «Звёздный крейсер „Галактика“» и «Гавайи 5.0».
В 2006 году журнал Maxim поместил Грейс Пак на 93 место в списке наиболее привлекательных женщин в сфере кино, телевидения и музыки (2006 Hot 100).
Пак исполнила одну из главных ролей в корейской криминальной драме Майкла Кенга «West 32nd», премьера которой состоялась 25 апреля 2007 года на Tribeca Film Festival.
В 2004 году Грейс вышла замуж за застройщика Фила Кима, корейца, проживающего в Канаде. Свадьба состоялась в Мехико после трехлетней помолвки. В октябре 2013 года у них родился сын.
Грейс Пак владеет английским и корейским, наряду с французским и кантонским.

## Фильмография
| Год          |    | Русское название                     | Оригинальное название       | Роль                                |
| ------------ | -- | ------------------------------------ | --------------------------- | ----------------------------------- |
| 2000         | ф  | Ромео должен умереть                 | Romeo Must Die              | азиатская танцовщица                |
| 2000—2001    | с  | Бессмертный                          | The Immortal                | Миккико                             |
| 2001—2005    | с  | Эджмонт                              | Edgemont                    | Шеннон Нг                           |
| 2001         | с  | Звёздные врата: SG-1                 | Stargate SG-1               | лейтенант Саттерфилд                |
| 2001         | с  | За гранью возможного                 | The Outer Limits            | Сачко                               |
| 2001         | с  | Тёмный ангел                         | Dark Angel                  |                                     |
| 2003         | с  | Звёздный крейсер «Галактика»         | Battlestar Galactica        | Шэрон Валери                        |
| 2003—2004    | с  | Джейк 2.0                            | Jake 2.0                    | Френ Йошида                         |
| 2004         | с  | Андромеда                            | Andromeda                   | доктор Кэрол-26                     |
| 2004         | с  | Мёртвая зона                         | The Dead Zone               | подружка невесты                    |
| 2004—2009    | с  | Звёздный крейсер «Галактика»         | Battlestar Galactica        | Шэрон Валери/Шэрон Агатон/Восьмёрка |
| 2007         | тф | Звёздный крейсер «Галактика»: Лезвие | Battlestar Galactica: Razor | Шэрон Агатон/Восьмёрка              |
| 2007         | ф  | West 32nd                            | West 32nd                   | Лила Ли                             |
| 2008—2009    | с  | Чистильщик                           | The Cleaner                 | Акани                               |
| 2008—2010    | с  | Граница                              | The Border                  | Лиз Карвер                          |
| 2010         | с  | Живая мишень                         | Human Target                | Ева Хан                             |
| 2010—2017    | с  | Гавайи 5.0                           | Hawaii Five-0               | Коно Калакауа                       |
| 2018         | ф  | Иные                                 | Freaks                      | агент Рэй                           |
| 2018 — н. в. | с  | Миллион мелочей                      | A Million Little Things     | Кэтрин Ким                          |